# العلاقات البليزية الوسط إفريقية
العلاقات البليزية الوسط أفريقية هي العلاقات الثنائية التي تجمع بين بليز وجمهورية أفريقيا الوسطى.

## مقارنة بين البلدين
هذه مقارنة عامة ومرجعية للدولتين:
| وجه المقارنة                                              | بليز         | جمهورية أفريقيا الوسطى      |
| --------------------------------------------------------- | ------------ | --------------------------- |
| المساحة (كم2)                                             | 22.97 ألف    | 622.98 ألف                  |
| عدد السكان (نسمة)                                         | 374.68 ألف   | 4.66 مليون                  |
| الكثافة السكانية (ن./كم²)                                 | 16.31        | 7.48                        |
| العاصمة                                                   | بلموبان      | بانغي                       |
| اللغة الرسمية                                             | لغة إنجليزية | لغة فرنسية، اللغة السانغوية |
| العملة                                                    | دولار بليزي  | فرنك وسط أفريقي             |
| الناتج المحلي الإجمالي (بليون دولار)                      | 1.84 مليار   | 1.95 مليار                  |
| الناتج المحلي الإجمالي (تعادل القوة الشرائية) بليون دولار | 3.05 مليار   | 3.03 مليار                  |
| الناتج المحلي الإجمالي الاسمي للفرد دولار أمريكي          | 4.88 ألف     | 323                         |
| الناتج المحلي الإجمالي للفرد دولار أمريكي                 | 8.42 ألف     | 594                         |
| مؤشر التنمية البشرية                                      | 0.715        | 0.350                       |
| رمز المكالمات الدولي                                      | +501         | +236                        |
| رمز الإنترنت                                              | .bz          | .cf                         |
| المنطقة الزمنية                                           | 00           | ت ع م+01:00                 |

## منظمات دولية مشتركة
يشترك البلدان في عضوية مجموعة من المنظمات الدولية، منها:
| علم المنظمة | اسم المنظمة                                 | تاريخ انضمام بليز | تاريخ انضمام جمهورية أفريقيا الوسطى |
| ----------- | ------------------------------------------- | ----------------- | ----------------------------------- |
|             | مؤسسة التنمية الدولية                       | 19 مارس 1982      | 27 أغسطس 1963                       |
|             | يونسكو                                      | 10 مايو 1982      | 11 نوفمبر 1960                      |
|             | وكالة ضمان الاستثمار متعدد الأطراف          | 29 يونيو 1992     | 8 سبتمبر 2000                       |
|             | الأمم المتحدة                               | 25 سبتمبر 1981    | 20 سبتمبر 1960                      |
|             | مجموعة دول أفريقيا والكاريبي والمحيط الهادئ | ?                 | ?                                   |
|             | الفريق المعني برصد الأرض                    | ?                 | ?                                   |
|             | الاتحاد البريدي العالمي                     | ?                 | ?                                   |
|             | البنك الدولي للإنشاء والتعمير               | 19 مارس 1982      | 10 يوليو 1963                       |
|             | الاتحاد الدولي للاتصالات                    | 16 ديسمبر 1981    | 2 ديسمبر 1960                       |
|             | منظمة حظر الأسلحة الكيميائية                | ?                 | ?                                   |
|             | مؤسسة التمويل الدولية                       | 19 مارس 1982      | 1 أبريل 1991                        |
|             | منظمة التجارة العالمية                      | ?                 | ?                                   |
|             | منظمة الشرطة الجنائية الدولية               | ?                 | ?                                   |

## وصلات خارجية
- موقع وزارة الخارجية البليزية